# Madame Sans-Gêne (opera)
Madame Sans-Gêne è un'opera lirica in tre atti di Umberto Giordano. Il libretto venne tratto dalla commedia di Victorien Sardou e Émile Moreau, su adattamento di Renato Simoni.

## Storia delle rappresentazioni
La prima ebbe luogo con successo al Metropolitan Opera House di New York il 25 gennaio 1915, diretta da Arturo Toscanini con Geraldine Farrar nel ruolo della protagonista, Giovanni Martinelli e Pasquale Amato. Fece seguito una rappresentazione a Torino diretta da Ettore Panizza con Farneti, Grassi e Riccardo Stracciari il 28 febbraio dello stesso anno.

## Ruoli
| Ruolo                                                                 | Voce     | Cast della prima, 25 gennaio 1915 (Direttore d'orchestra: Arturo Toscanini ) |
| --------------------------------------------------------------------- | -------- | ---------------------------------------------------------------------------- |
| Caterina Hubscher, lavandaia, poi duchessa di Danzica                 | soprano  | Geraldine Farrar                                                             |
| Lefebvre, sergente, poi duca di Danzica                               | tenore   | Giovanni Martinelli                                                          |
| Fouché                                                                | baritono | Andrés De Segurola                                                           |
| Conte Neipperg                                                        | tenore   | Paul Althouse                                                                |
| Napoleone                                                             | baritono | Pasquale Amato                                                               |
| Toniotta, lavandaia                                                   | soprano  | Leonora Sparkes                                                              |
| Giulia, lavandaia                                                     | soprano  | Rita Fornia                                                                  |
| La Rossa, lavandaia                                                   | soprano  | Sophie Braslau                                                               |
| Vinaigre, tamburino                                                   | tenore   | Max Bloch                                                                    |
| Regina Carolina                                                       | soprano  | Vena Curtis                                                                  |
| Principessa Elisa                                                     | soprano  | Minnie Egener                                                                |
| Despréaux, maestro di ballo                                           | tenore   | Angelo Badà                                                                  |
| Gelsomino, valletto                                                   | baritono | Riccardo Tegani                                                              |
| Leroy, sarto                                                          | baritono | Robert Leonhardt                                                             |
| De Brigode, ciambellano di corte                                      | baritono | Vincenzo Reschiglian                                                         |
| Madame de Bülow, nobildonna di corte                                  | soprano  | Rita Fornia                                                                  |
| Roustan, capo dei Mamelucchi                                          | baritono | Bernard Bégué                                                                |
| cittadini, venditori, guardie nazionali, soldati, diplomatici e altri |          |                                                                              |

## Trama

### Primo atto
Parigi. 10 agosto 1792, data della presa delle Tuileries durante la Rivoluzione francese. C'è un battibecco nella lavanderia di Caterina Hubscher, una bella ragazza  alsaziana, donna molto semplice e di libere maniere che tutti chiamano "Madame Sans-Gene" (Madame senza problemi). Uno dei suoi clienti è  Fouché (in seguito ministro di polizia sotto Napoleone), che non piace a Caterina, un altro, un giovane ufficiale che vive nelle vicinanze, è lo stesso Napoleone. Mentre Caterina sta per terminare il suo bucato, giunge un ufficiale austriaco ferito e chiede il suo aiuto, Caterina lo nasconde nella sua stanza. L'ufficiale si rivela essere il  conte di Neipperg. Il  sergente Lefebvre, fidanzato di Caterina, arriva con un gruppo di soldati e si insospettisce vedendo le porte chiuse. Scopre Neipperg, ma dice ai suoi uomini che non c'è nessuno nella stanza e di andar via. Una volta solo con Caterina, la aiuta ad assistere il conte.

### Secondo atto
Castello di Compiègne. Settembre 1811. Napoleone è al culmine della sua carriera. Lefebvre si è distinto in molte battaglie, ed è diventato Maresciallo di Francia. Per il suo successo nell'assedio di Danzica, Napoleone lo ha elevato al rango di duca di Danzica. Caterina, già lavandaia, è da molti anni la moglie di Lefebvre e ora una duchessa, ma il suo comportamento non è cambiato e provoca scandali a corte. L'Imperatore ordina a Lefebvre di divorziare da Caterina e di trovarsi una moglie più adatta. Lefebvre e Caterina sono disperati ma lui le dice che ha respinto l'ordine provocando la gioia di Caterina. I due sono anche preoccupati per il loro amico Neipperg, che è sospettato dall'Imperatore di una relazione con l'imperatrice  Marie-Louise. Durante un ricevimento, Caterina fa una serie di gaffes e nonostante gli interventi pacificatori di Fouchè entra in contesa con le sorelle dell'imperatore, queste per ripicca mandano un messaggio a Napoleone e poco dopo il maggiordomo le annuncia che l'imperatore vuole vederla.

### Terzo atto
Napoleone ordina a Caterina di divorziare dal marito e di ritirarsi da una vita che non è adatta a lei. Caterina allora ricorda all'imperatore i giorni in cui lei era una lavandaia, e lui solo un giovane ufficiale, e gli ricorda che le deve ancora 60 franchi per il lavaggio dei suoi vestiti. Napoleone cerca nelle tasche, ma non li ha ! Pace fatta, e i due ricordano i giorni gloriosi da allora al presente. Intanto il conte Neipperg viene visto entrare negli appartamenti dell'imperatrice e Napoleone va su tutte le furie, e ordina la sua esecuzione immediata, nonostante Neipperg sia il rappresentante dell'imperatore austriaco. Interviene Caterina, la quale rivela che Neipperg è innocente, si recava da Marie-Louise soltanto per accomiatarsi, la prova è la lettera che l'imperatrice ha scritto al padre imperatore di richiamare Neipperg a Vienna perché la mette in imbarazzo.  Perciò Napoleone lo perdona e lo fa partire. Con grande stupore di tutti, soprattutto delle sorelle di Napoleone, la duchessa di Danzica appare nel salone al braccio dell'Imperatore, mentre si preparano ad una battuta di caccia.

## Registrazioni
- 1957 - Mágda Laszló (Caterina), Danilo Vega (Lefebvre), Carlo Meliciani (Fouché), Danilo Cestari (Conte di Neipperg), Carlo Tagliabue (Napoleone), Irene Callaway (Toniotta), Maria Montereale (Giulia), Maria Luisa Malacchi (La Rossa), Danilo Cestari (Vinaigre), Maria Montereale (Principessa Elisa) - Direttore: Arturo Basile - Orchestra e Coro della RAI di Milano - Registrazione dal vivo - Bongiovanni[1]
- 1967 - Orianna Santunione (Caterina), Franco Tagliavini (Lefebvre), Renato Capecchi (Fouché), Nicola Tagger (Conte di Neipperg), Mario Zanasi (Napoleone), Limbania Leoni (Toniotta), Jolanda Gardino (Giulia), Rinaldo Pelizzoni (Vinaigre), Laura Zannini (Principessa Elisa) - Direttore: Gianandrea Gavazzeni - Orchestra e Coro del Teatro alla Scala di Milano - Registrazione dal vivo - Nuova Era[2]
- 1997 - Mirella Freni (Caterina), Peter Dvorsky (Lefebvre), Antonio Salvadori (Fouché), Marcello Bedoni (Conte di Neipperg), Paolo Coni (Napoleone), Rita Cammarano (Toniotta), Loredana Bigi (Giulia), Federica Bragaglia (La Rossa), Luca Casalin (Vinaigre), Patrizia Gentile (Principessa Elisa) - Direttore: Stefano Ranzani - Orchestra e Coro del Teatro Bellini di Catania - Registrazione dal vivo - Encore DVD 2227 (DVD)[3]
- 1999 - Mirella Freni (Caterina), Giorgio Merighi (Lefebvre), Andrea Zese (Fouché), Valter Borin (Conte di Neipperg), Mauro Buda (Napoleone), Marzia Giaccaia (Toniotta), Muriel Tomao (Giulia), Federica Bragaglia (La Rossa), Antonio Feltracco (Vinaigre), Federica Bragaglia (Principessa Elisa) - Direttore: Stefano Ranzani - Orchestra Sinfonica dell Emilia Romagna «Arturo Toscanini». Coro: Teatro Comunale di Modena - Registrazione dal vivo - Dynamic[4]